# Ovabunda
Ovabunda is een geslacht van neteldieren uit de klasse van de Anthozoa (bloemdieren).

## Soorten
- Ovabunda ainex (Reinicke, 1997)
- Ovabunda andamanensis Janes, McFadden & Chanmethakul, 2014
- Ovabunda arabica (Reinicke, 1995)
- Ovabunda benayahui (Reinicke, 1995)
- Ovabunda biseriata (Verseveldt & Cohen, 1971)
- Ovabunda crenata (Reinicke, 1997)
- Ovabunda faraunenesis (Verseveldt & Cohen, 1971)
- Ovabunda gohari (Reinicke, 1997)
- Ovabunda hamsina (Reinicke, 1997)
- Ovabunda impulsatilla (Verseveldt & Cohen, 1971)
- Ovabunda macrospiculata (Gohar, 1940)
- Ovabunda obscuronata (Verseveldt & Cohen, 1971)
- Ovabunda verseveldti (Benayahu, 1990)